# Strychnos angustiflora
Strychnos angustiflora är en tvåhjärtbladig växtart som beskrevs av George Bentham. Strychnos angustiflora ingår i släktet Strychnos och familjen Loganiaceae. Inga underarter finns listade i Catalogue of Life.